# Armée nationale vietnamienne
Pour les articles homonymes, voir ANV.
L'Armée nationale vietnamienne ou ANV (en Viêt-namien: Quân đội Quốc gia Việt Nam) était la force armée vietnamienne fidèle aux Français pendant la guerre d'Indochine. Créée en janvier 1949 en tant que force armée du Gouvernement central provisoire du Viêt Nam, elle devient ensuite celle de l'État du Viêt Nam. Commandée par le général Nguyễn Văn Hinh elle était loyale au Chef de l’État Bảo Đại. Elle ne prendra son essor qu'à partir le 8 décembre 1950 avec l'arrivée en Indochine du général de Lattre. Il s’agit du prédécesseur des Forces armées de la République du Viêt Nam.

## Opérations durant la guerre d'Indochine
L'AVN a combattu au sein des forces de l'Union française lors de la guerre d'Indochine jusqu'en 1954. Elle était opposée aux forces du Việt Minh de Hô Chi Minh soutenues par la Chine communiste.
En 1954, l'État du Vietnam est scindé en deux : au nord la République démocratique du Viêt Nam d'Ho Chi Minh et au sud le régime de Bảo Đại, remplacé dès l'année suivante par la République du Viêt Nam de Ngo Dinh Diem. L'AVN est alors remplacée par l'Armée de la République du Vietnam (ARVN).
En 1956, lorsque les troupes françaises se retirent du Vietnam, la plupart des anciens officiers de l'AVN restent dans l'ARVN. Après la chute de Saigon en 1975, beaucoup s'exileront en France ou aux États-Unis.

## Évolution des effectifs
Bénéficiant d'un encadrement français et d'un soutien matériel des États-Unis L'AVN est rapidement devenu une armée moderne sur le modèle de corps expéditionnaire français en Extrême-Orient.
Les officiers et sous-officiers sont formés dans des écoles de cadres telles que l'école militaire interarmes, l'EMIA de Dalat, destinée à la formation des officiers d'active et les quatre autres écoles pour officiers de réserve.
Constituée en 1949 de 4 bataillons, les effectifs de l'ANV vont évoluer de la façon suivante au cours du conflit :
- 1949 : 32 000 hommes
- 1950 : 65 000 hommes
- 1951 : 110 000 hommes
- 1952 : 148 000 hommes
- 1953 : ???
- 1954 : 168 000 hommes

En septembre 1953, l'ANV formera six groupes mobiles - les GM 11, 21, 31, 32, 41 et 42 - constitués de trois bataillons d'infanterie et un groupe d'artillerie, ainsi qu'un groupement aéroporté le GAP 3.

## Les grades militaires de l'AVN
Les grades militaires de l'AVN sont hiérarchisés comme ceux de l'armée française et sont constitués d'étoiles et de barrettes.
Lorsque l'ANV a été remplacée par l'armée de la République du Viêt Nam après la chute de l'État du Vietnam en 1955, la hiérarchie des grades militaires a été modifiée.

## Composition

### Armée de terre

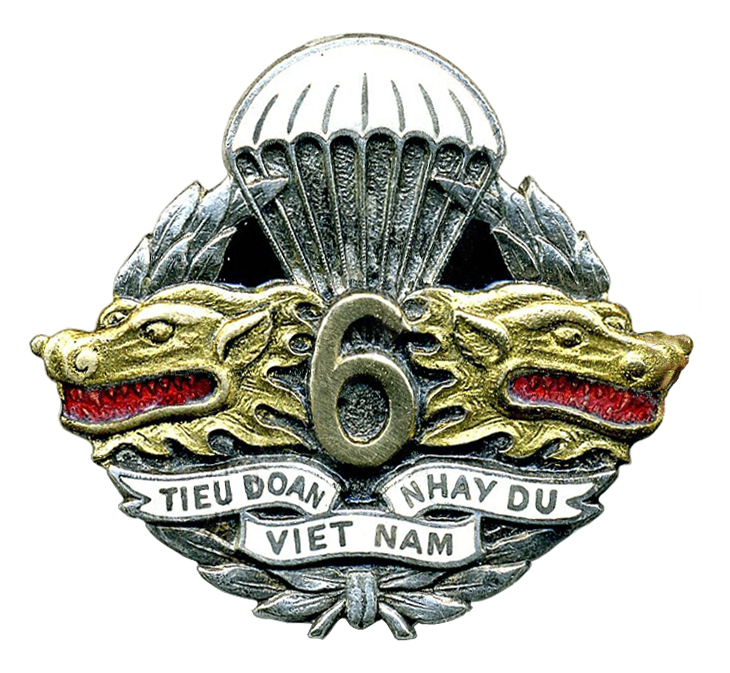
Emblème du TDND 6, désigné 6e BPVN par le haut-commandement français.

L'Armée de terre de l'AVN est organisée en unités d'artillerie, d'infanterie, du génie, du train, des transmissions et de cavalerie blindée.

#### Infanterie
Dès 1949, les quatre premiers bataillons vietnamiens (1er, 2e, 3e et 4e BVN) sont mis sur pied. Sont également mis sur pied des bataillons montagnards (BM), en vietnamien Tiểu đoàn Sơn cước.
En 1954, elle compte :
- 82 BVN (bataillon vietnamien, en vietnamien : Tiêu Doan Việt Nam) - bataillon de 829 hommes encadrés par des français (parfois sous commandement vietnamien[2]),
- 81 TDKQ - Tiêu Doan Kinh Quan - Bataillon léger constitué de 737 hommes tous vietnamiens,
- 21 bataillons de gardes.

| BVN no | Date de création                     | Unités d'origine                                               | Lieu de formation,   | Opérations et remarques                                   |
| ------ | ------------------------------------ | -------------------------------------------------------------- | -------------------- | --------------------------------------------------------- |
| 1er    | 1er octobre 1948 ou 1er octobre 1949 | GNVS et supplétifs des minorités religieuses                   | Bạc Liêu             |                                                           |
| 2e     | 1er février ou 1er octobre 1949      | GVNN                                                           | Thái Bình            | Mal commandé lors de la bataille du Day (1951)            |
| 3e     | 1er octobre 1949                     | GVNS                                                           | Rạch Giá             |                                                           |
| 4e     | 15 octobre ou 15 novembre 1949       | groupe mobile franco-vietnamien no 1 (GVNN)                    | Hưng Yên             | bonne conduite lors de la bataille du Day (1951)          |
| 5e     | 20 mai 1950                          | GVNS et supplétifs                                             | Sa Đéc               |                                                           |
| 6e     | 15 décembre 1949 ou 20 mai 1950      | groupe mobile franco-vietnamien no 2 (GVNN)                    | Phủ Lý (en)          | conduite décevante lors de la bataille du Day (1951)      |
| 7e     | 20 mars 1950                         | GVNC et recrues                                                | Quảng Trị            |                                                           |
| 8e     | 15 avril 1950                        | GVNC                                                           | Mỹ Chánh             |                                                           |
| 9e     | 1er juin 1950                        | GVNN et recrues                                                |                      | bonne conduite lors de la bataille du Day (1951)          |
| 9e     | 1er novembre 1952                    |                                                                | Nam Định             |                                                           |
| 10e    | 15 août 1950                         | GVNN et recrues                                                | Hưng Yên             | conduite décevante lors de la bataille du Day (1951)      |
| 11e    | 1er septembre ou 1er octobre 1950    | effectifs de la GVNS, des 1er et 3e BVN et supplétifs          | Châu Đốc             |                                                           |
| 12e    | 1er octobre 1950                     | GVNC                                                           | Đồng Hới             |                                                           |
| 13e    | 1er janvier 1951                     | transfert du BM/110e RI                                        | Cần Thơ              |                                                           |
| 14e    | 1er janvier 1951                     | transfert du 7e BMEO                                           | Dièm Hộ              | bonne conduite lors de la bataille du Day (1951)          |
| 15e    | 1er juillet 1951                     | supplétifs caodaïstes                                          | Rạch Giá             |                                                           |
| 16e    | 1er mai 1951                         | supplétifs catholiques                                         | Bùi Chu              | conduite décevante lors de la bataille du Day (1951)      |
| 17e    | 1er août 1951                        | supplétifs catholiques                                         | Séno                 |                                                           |
| 18e    | 1er mai 1951                         | supplétifs catholiques                                         | Phát Diệm            | conduite décevante lors de la bataille du Day (1951)      |
| 19e    | 1er janvier 1951                     | transfert du I/43e RIC                                         | Bạc Liêu             |                                                           |
| 20e    | 1er juin 1950                        | recrues et supplétifs                                          | Mỹ Trạch (en)        |                                                           |
| 21e    | 1er février 1951                     | effectifs de la GVNS, des 1er, 3e, 5e et 11e BVN et supplétifs | Phan Thiết           |                                                           |
| 22e    | 1er septembre 1951                   | régularisation du 1er bataillon « Méduse »                     |                      |                                                           |
| 22e    | 1er avril 1952                       |                                                                |                      |                                                           |
| 23e    | 1er janvier 1951                     | GVNC                                                           | Đồng Hới             |                                                           |
| 24e    | 1er août 1951                        |                                                                | Phò Trạch (en)       | opère au Centre Viêt Nam en 1952 et 1953,                 |
| 25e    | 1er septembre 1951                   | GVNC                                                           | Cầu Hai              |                                                           |
| 26e    | 1er septembre 1951                   | régularisation du 2e bataillon « Méduse »                      |                      |                                                           |
| 26e    | 1er avril 1952                       |                                                                |                      |                                                           |
| 27e    | 1er décembre 1951                    |                                                                | Dông Hà              | opère au Centre Viêt Nam en 1952 et 1953,                 |
| 28e    |                                      |                                                                |                      | opère en 1952 dans les Hauts Plateaux du Viêt Nam central |
| 28e    | 1954                                 | 201e BVN                                                       |                      |                                                           |
| 29e    | 1er avril 1952                       |                                                                | Tây Thượng (Hué)     |                                                           |
| 30e    | 1er mars 1952                        |                                                                | Dông Hà              |                                                           |
| 31e    | 1954                                 | 301e BVN                                                       |                      |                                                           |
| 32e    | 1954                                 | 302e BVN                                                       |                      | Appartient au groupement Nùng fin 1954                    |
| 40e    | 1954                                 | 202e BVN                                                       |                      |                                                           |
| 41e    | 3 mars 1954                          | 251e BG                                                        |                      |                                                           |
| 42e    | 3 mars 1954                          | 252e BG                                                        |                      |                                                           |
| 43e    | 3 mars 1954                          | 253e BG                                                        |                      |                                                           |
| 44e    | 3 mars 1954                          | 254e BG                                                        |                      |                                                           |
| 45e    | 3 mars 1954                          | 255e BG                                                        |                      |                                                           |
| 46e    | 3 mars 1954                          | 256e BG                                                        |                      |                                                           |
| 47e    | 3 mars 1954                          | 257e BG                                                        |                      |                                                           |
| 48e    | 3 mars 1954                          | 258e BG                                                        |                      |                                                           |
| 50e    | 3 mars 1954                          | 353e BG                                                        |                      |                                                           |
| 51e    | 3 mars 1954                          | 351e BG                                                        |                      |                                                           |
| 52e    | 3 mars 1954                          | 352e BG                                                        |                      |                                                           |
| 53e    | 1er mai 1952                         | transfert du BM/1er RCC                                        | Ninh Giang           |                                                           |
| 54e    | 1er mai 1952                         | transfert du 2e bataillon de marche indochinois                | Lực Điền (Vĩnh Phúc) |                                                           |
| 55e    | 1er mai 1952                         | transfert du BM/RICM                                           | Phủ Lý (en)          |                                                           |
| 56e    | 1er mai 1952                         | transfert du BM/1er RCC                                        | Ninh Bình            |                                                           |
| 57e    | 1er juillet 1952                     | transfert du 1er bataillon des Becs d'ombrelles                | Móng Cái             | Appartient au groupement Nùng fin 1954                    |
| 58e    | 1er septembre 1952                   | transfert du BM/RBCEO                                          | Thái Bình            |                                                           |
| 59e    | 1er septembre 1952                   | transfert du GEM/RICM                                          | Mỹ côi, Ninh Bình    |                                                           |
| 61e    | 1er avril 1952                       |                                                                | Đức Hòa (vi)         |                                                           |
| 62e    | 1er octobre 1952                     | transfert du BM1/11e RIC                                       |                      |                                                           |
| 63e    | 1er octobre 1952                     | transfert du BM2/11e RIC                                       |                      |                                                           |
| 64e    | 1er octobre 1952                     | transfert du BM1/21e RIC                                       |                      |                                                           |
| 65e    | 1er novembre 1952                    | transfert du BM2/21e RIC                                       |                      |                                                           |
| 66e    | 1er décembre 1952                    | transfert du 2e BMEO                                           |                      |                                                           |
| 68e    | 1er décembre 1952                    | transfert du IV/13e DBLE                                       |                      |                                                           |
| 71e    | 1er novembre 1952                    |                                                                |                      | Appartient au groupement Nùng fin 1954                    |
| 72e    | 1er novembre 1952                    |                                                                |                      | Appartient au groupement Nùng fin 1954                    |
| 73e    | 1er décembre 1952                    | transfert du 2e bataillon Muong                                |                      |                                                           |
| 74e    | 1er mars 1953                        |                                                                |                      |                                                           |
| 75e    | 1er mars 1953                        | transfert du IV/5e REI                                         |                      | Appartient au groupement Nùng fin 1954                    |
| 76e    | 1er mars 1953                        | transfert du V/3e REI                                          |                      |                                                           |
| 77e    | 1er mars 1953                        |                                                                |                      |                                                           |
| 81e    | 3 mars 1954                          | 261e BG                                                        |                      |                                                           |
| 82e    | 3 mars 1954                          | 262e BG                                                        |                      |                                                           |
| 83e    | 3 mars 1954                          | 263e BG                                                        |                      |                                                           |
| 84e    | 3 mars 1954                          | 264e BG                                                        |                      |                                                           |
| 85e    | 3 mars 1954                          | 265e BG                                                        |                      |                                                           |
| 86e    | 16 novembre 1954                     |                                                                |                      |                                                           |
| 87e    | 16 novembre 1954                     |                                                                |                      |                                                           |
| 88e    | 16 novembre 1954                     |                                                                |                      |                                                           |
| 89e    | 16 novembre 1954                     |                                                                |                      |                                                           |
| 90e    | 1er décembre 1954                    |                                                                |                      |                                                           |
| 91e    | 1er décembre 1954                    |                                                                |                      |                                                           |
| 92e    | 1er décembre 1954                    |                                                                |                      |                                                           |
| 93e    | 1er décembre 1954                    |                                                                |                      |                                                           |
| 94e    | 1er décembre 1954                    |                                                                |                      |                                                           |
| 95e    | 1er décembre 1954                    |                                                                |                      |                                                           |
| 201e   | 1er septembre 1952                   |                                                                |                      | Réserve divisionnaire, numéroté 28e en 1954               |
| 202e   | 1er juillet 1953                     |                                                                |                      | Unité de réserve générale, numéroté 40e en 1954           |
| 301e   | 1er juillet 1953                     |                                                                |                      | Numéroté 31e en 1954                                      |
| 302e   | 1er juillet 1953                     |                                                                |                      | Numéroté 32e en 1954                                      |

| BM no | Date de création  | Unités d'origine                              | Lieu de formation | Opérations et remarques |
| ----- | ----------------- | --------------------------------------------- | ----------------- | ----------------------- |
| 1er   | 1er janvier 1951  | Commandos montagnards des Plateaux            | Buôn Hồ (en)      |                         |
| 2e    | 1er novembre 1951 | transfert du GMCGM,                           | Pleiku            |                         |
| 3e    | 1er janvier 1951  | transfert du 3e BMEO                          | Cheo Reo          |                         |
| 4e    | 1er janvier 1951  | transfert du 4e BMEO                          | Pleiku            |                         |
| 5e    | 1er janvier 1951  | transfert du 5e BMEO                          | Kontum            |                         |
| 6e    | 1er janvier 1951  | transfert du 6e BMEO                          | M'Drắk (en)       |                         |
| 7e    | 1er février 1951  | compagnie de garnison de Đà Lạt et supplétifs | Buon Aepieng      |                         |
| 8e    | 1er décembre 1951 |                                               | Le Lac            |                         |
| 9e    | 1er avril 1953    |                                               | An Khê            |                         |

Le bataillon de garde présidentielle est formé le 1er décembre 1954 à Saïgon.

#### Parachutistes
Les unités parachutistes, les TDND (Tieu Doan Nhay Du, lit. "bataillon parachutiste") ou en français les BPVN (surnommés les Bawouan), forment les troupes de choc de cette armée. En 1954, elles comptent cinq bataillons :
- 1er BPVN,
- 3e BPVN,
- 5e BPVN,
- 6e BPVN,
- 7e BPVN.

Certaines de ces unités seront intégrées dans le GCMA (groupement de commandos mixtes aéroportés)[réf. nécessaire].

#### Cavalerie
À partir de 1951, des escadrons de reconnaissance vietnamien (ERVN), en vietnamien Chi Đoàn Thám Thính, sont formés au sein de l'ANV, souvent par transfert d'escadrons de l'arme blindée et cavalerie française. Chaque région militaire reçoit un ERVN qui porte le même numéro :
- 1er ERVN, formé le 1er janvier 1951[19] à partir de la Garde du Viêt Nam Sud et stationné à Cần Thơ ;
- 4e ERVN, formé le 1er mars 1951[19] par transfert du 5e escadron du 5e régiment de cuirassiers et stationné à Buôn Ma Thuột ;
- 3e ERVN, formé le 1er août 1951[19] et stationné à Nam Định ;
- 2e ERVN, formé le 1er mai 1952[19] près de Hué[20] et stationné au centre du Viêt Nam.

De nouveaux escadrons sont ensuite formés :
- 5e ERVN, formé le 1er septembre 1952[19] par transfert du 5e escadron du régiment d'infanterie coloniale du Maroc et stationné à Thái Bình ;
- 6e ERVN, formé le 1er décembre 1952 à Vĩnh Long[20] par transfert du 2e escadron du 5e régiment de cuirassiers ;
- 7e ERVN, formé le 1er mai 1953[19] par transfert du 4e escadron du 1er régiment de chasseurs à cheval et stationné à Phúc Yên (en) ;
- 8e ERVN, formé le 1er janvier 1954[19] et stationné à Nha Trang ;
- le 9e ERVN n'a pas existé ;
- 10e ERVN, formé en mars 1954 à Hué ;
- 11e ERVN, formé en mars 1954 à Mỹ Tho.

Le 1er janvier 1954, les 3e, 5e et 7e ERVN forment le 3e régiment de reconnaissance vietnamien. Le 1er février 1954, les éléments cambodgiens du 4e régiment de dragons souhaitant servir à l'ANV forment le 1er groupe d'escadrons d'escorte.
Le 1er août 1954, le 3e régiment de reconnaissance est renommé 3e régiment de dragons vietnamiens et le 1er groupe d'escadrons d'escorte 1er régiment de dragons vietnamiens.

#### Artillerie
En 1954, l'artillerie compte 9 GAVN (groupes d'artillerie vietnamiens).

### Armée de l'air
Ses effectifs resteront modestes tout au long du conflit. Lors de l'opération Atlas en avril 1953, elle comptait quelques Morane Saulnier MS-500, MD 315 Flamant, Douglas DC-3 et DC-4.

### Marine
Comme pour l'armée de l'air, la marine restera de taille réduite et sera principalement composée de patrouilleurs et de transports de troupe (en majorité des LCVP) ou de matériel (LCM).

### Équipements & armements
Tout comme pour le CEFEO, la plupart des matériels et équipements militaires de l'AVN datent de la Seconde Guerre mondiale. Les armes à feu sont d'origine américaine ou française. Les casques sont les US M1 américains, ou des copies du modèle français M51 mais certaines unités portent les chapeaux de brousse américain ou australien. Les uniformes sont soit américains, anglais ou français.
Armes de poing
- Colt américain M1911 ou Colt 45
- Revolver américain Smith & Wesson M&P

Fusils
- Fusil américain semi-automatique M1 Garand
- Fusil américain M1917 Enfield
- Carabine américaine M1
- Carabine américaine M1 pour parachutiste
- Fusil américain Springfield M1903
- Fusil français MAS 36

Pistolets mitrailleurs
- Pistolet mitrailleur américain Thompson
- Pistolet mitrailleur américain M3 Grease gun
- Pistolet mitrailleur français MAT 49

Fusils mitrailleurs et mitrailleuses
- Fusil-mitrailleur français MAC 24/29
- Fusil-mitrailleur américain Browning BAR M1918
- Mitrailleuse légère américaine Browning 1919
- Mitrailleuse lourde américaine Browning M2

Lance-roquettes
- Bazooka

Grenades
- Grenade à fragmentation Mk II

Chars d'assaut
- M24 Chaffee

Automitrailleuses
- M8 Greyhound

Artillerie
- Howitzer 105 mm M2A1

### Archive des actualités françaises
- Indochine: Saigon après les combats ORTF, mai 10, 1955

### Liens média
- Deux assauts d'Eliane 1 par le TDND5 (5e BPVN) en 1954, dans le docudrama Dien Bien Phu de Pierre Schoendoerffer, 1992